# B68 Toftir
B68 Toftir, originálním názvem Tofta Ítróttarfelag, B68, je fotbalový klub z Faerských ostrovů. Sídlí ve městě Toftir. Založen byl roku 1962. Třikrát se stal mistrem Effodeildin (1984, 1985, 1992). Dvakrát startoval v evropských pohárech. V Lize mistrů 1993/94 vypadl v předkole s Croatií Záhřeb a v Poháru UEFA 2004/05 ztroskotal v 1. předkole na lotyšském FK Ventspils.